# ناحیه کوهات
ناحیه کوهات (به انگلیسی: Kohat District) یک ناحیه در پاکستان است که در خیبر پختونخوا واقع شده‌است. ناحیه کوهات ۲٬۵۴۵ کیلومتر مربع مساحت و ۹۹۳٬۸۷۴ نفر جمعیت دارد.